# أسامة بن عبد المجيد شبكشي
أسامة بن عبد المجيد الشبكشي (ولد في جدة 21 أكتوبر 1943/ 1363هـ - توفي يوم 31 مارس 2023 / 9 رمضان 1444هـ) وزير الصحة السعودي من عام 1995 إلى 2003، وعُين سفيراً للمملكة العربية السعودية في ألمانيا حتى عام 2015.

## النشأة والتعليم
ولد أسامة شبكشي يوم الجمعة 20 ذي الحجة 1363هـ في منزل جده لأبيه في حارة المظلوم في مدينة جدة. ابتدأ تعليمه في مدرسة الفلاح لمن هم دون سن السابعة، ثم انتقل للدراسة في السودان مع ابن عمه هشام صالح شبكشي حين كان في السادسة من عمره، ومنها إلى لبنان عام 1953م. انتقل إلى الإسكندرية وتحديداً إلى كلية فيكتوريا، وبعد ما يزيد على عام من دراسته فيها عاد إلى السعودية وقد بلغ الخامسة عشر من عمره، وهناك عقد العزم للحصول على بعثة دراسية لإكمال دراسته الجامعية، حيث التحق بمدارس الثغر النموذجية.
أعاد دراسة الثانوية العامة في مدرسة كيل في ألمانيا الغربية، ثم حصل على شهادة البكالوريوس في الطب من جامعة إرلنغن نورنبيرغ. حصل على درجتي دكتوراة: الأولى في الطب عام 1974، والأخرى في الفلسفة عام 1976.

## المناصب
- عضو مجلس إدارة مركز الملك فهد للعلوم الطبية.
- عضو مجلس إدارة المستشفى الجامعي.
- محاضر في كلية الطب جامعة الملك عبد العزيز بجدة .
- عضو مجلس كلية الطب والعلوم الطبية .
- عضو لجنة التنسيق بين المستشفيات في المنطقة الغربية .
- وكيل جامعة الملك عبد العزيز للدراسات العليا والبحث العلمي في يناير 1991.
- مشرف على مستشفى جامعة الملك عبد العزيز بجدة.
- عميد كلية والعلوم الطبية بجامعة الملك عبد العزيز.
- مدير لجامعة الملك عبد العزيز بجدة في ديسمبر 1993.
- وزيراً للصحة في أغسطس 1995.
- مستشار في الديوان الملكي.
- سفير المملكة العربية السعودية في ألمانيا.

## أسرته
أنجب ولدين: «مايا» وهي متزوجة، و«عبد المجيد» الذي فقده في حادث سير في محافظة جدة في يوم اعتبره أسوأ أيام حياته.

## إصدارات
- أصدر سيرة حياته في كتاب (مواقف وأشهاد).[8]

## روابط خارجية
- مفيد النويصر : اسامه شبكشي سيرته لا تشبه أي سيرة وشخصيته فريدة .. صنع مجده من أجل ان يفخر به والده

| سبقه رضا بن محمد سعيد عبيد       | مدير جامعة الملك عبد العزيز 1414هـ - 1416هـ          | تبعه غازي بن عبيد مدني      |
| سبقه فيصل بن عبد العزيز الحجيلان | وزير الصحة السعودي 1416هـ - 1424هـ                   | تبعه حمد بن عبد الله المانع |
| سبقه عباس فائق غزاوي             | سفير المملكة العربية السعودية في ألمانيا 2004 - 2015 | تبعه عواد العواد            |